# Mistrzostwa Europy w Lekkoatletyce 1950 – chód na 10 000 m mężczyzn

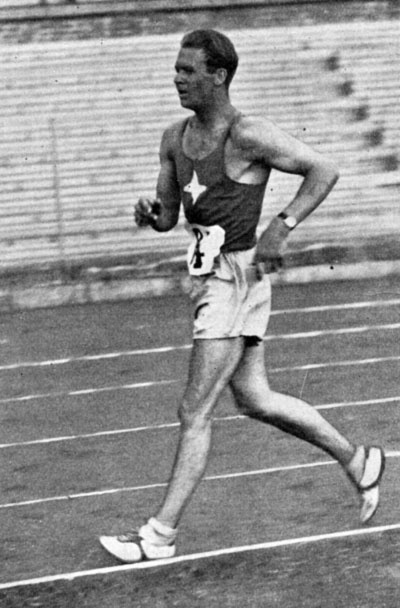
John Mikaelsson

Chód na dystansie 10 000 metrów mężczyzn był jedną z konkurencji rozgrywanych podczas IV Mistrzostw Europy w Brukseli. Został rozegrany na bieżni stadionu Heysel 24 sierpnia 1950. Zwycięzcą został Szwajcar Fritz Schwab, wicemistrz w tej konkurencji z 1946. Na podium stanęli ci sami zawodnicy, co w 1946, chociaż w innej kolejności. W rywalizacji wzięło udział trzynastu zawodników z siedmiu reprezentacji.

## Rekordy
| Rekord świata     | Václav Balšán (CSK)   | 42:31,0 | Praga, Czechosłowacja | 24.10.1945 |
| Rekord Europy     | Václav Balšán (CSK)   | 42:31,0 | Praga, Czechosłowacja | 24.10.1945 |
| Rekord mistrzostw | John Mikaelsson (SWE) | 46:05,2 | Oslo, Norwegia        | 25.08.1946 |

## Wyniki
| Miejsce | Zawodnik           | Czas    | Uwagi |
| ------- | ------------------ | ------- | ----- |
| 1       | Fritz Schwab       | 46:01,8 | CR    |
| 2       | Émile Maggi        | 46:18,8 |       |
| 3       | John Mikaelsson    | 46:48,2 |       |
| 4       | Salvatore Cascino  | 48:46,0 |       |
| 5       | Louis Chevalier    | 49:03,0 |       |
| 6       | Robert Delannoit   | 50:22,6 |       |
| 7       | Ragnar Olsen       | 51:41,8 |       |
| 8       | Louis van Dijck    | 52:15,4 |       |
| –       | Ingemar Johansson  | DNF     |       |
| –       | Lawrence Allen     | DQ      |       |
| –       | Telemaco Arcangeli | DQ      |       |
| –       | Roland Hardy       | DQ      |       |
| –       | Louis Marquis      | DQ      |       |